# All the Best Songs
All the Best Songs è la seconda raccolta di brani già editi pubblicata dalla band skate punk No Use for a Name.

## Il disco
L'album contiene 24 tracce, tratte da tutti i precedenti album editi con la Fat Wreck Chords, oltre a due brani inediti. Il disco è stato pubblicato in occasione del ventennale dalla fondazione della band.

## Tracce
1. International You Day
2. Justified Black Eye
3. Coming Too Close
4. Invincible
5. Dumb Reminders
6. Fatal Flu
7. Life Size Mirror
8. On The Outside
9. Soulmate
10. Let Me Down
11. Permanent Rust
12. Chasing Rainbows
13. Not Your Savior
14. Black Box
15. The Answer Is Still No
16. Straight From The Jacket
17. Any Number Can Play
18. For Fiona
19. The Daily Grind
20. Let It Slide
21. Feeding The Fire
22. Part Two
23. Growing Down
24. Exit
25. History Defeats (inedita)
26. Stunt Double (inedita)

## Formazione
- Tony Sly - voce, chitarra
- Chris Shiflett - chitarra
- Dave Nassie - chitarra
- Rory Pfefer - chitarra
- Steve Papoutsis - basso
- Matt Riddle - basso
- Rory Koff - batteria